# Хардкор (фильм)
«Хардко́р» (англ. Hardcore Henry) — российско-американский фантастический боевик 2015 года, снятый Ильёй Найшуллером по собственному сценарию, в котором съёмка ведётся полностью от первого лица главного героя. Фильм снят в России российской съёмочной группой, но с участием ряда иностранных актёров, частично на русском, частично на английском языках.
Мировая премьера фильма состоялась 12 сентября 2015 года на Международном кинофестивале в Торонто. В России премьера состоялась 7 апреля 2016 года.
Фильм получил смешанные отзывы от западной прессы, но положительные — от российской. Для студии «Базелевс» «Хардкор» окупился ещё до премьеры за счёт продажи прав на зарубежный прокат, однако кассовые сборы в США не окупили затраты прокатчика.

## Сюжет
Главный герой просыпается в лаборатории, висящей в стратосфере над Москвой, не помня ничего из своего прошлого. Он боевой киборг с искусственными конечностями и без речевого модуля. Лаборантка Эстель (Хейли Беннетт) рассказывает ему, что его зовут Генри и в прошлой жизни он был её мужем. Из дальнейших реплик других учёных Генри узнаёт, что в лабораторию он попал в плачевном состоянии: у него были оторваны левая рука и нога и полностью раздроблен череп.
Неожиданно в лабораторию врывается вместе с бандой наёмников некий человек-альбинос Акан (Данила Козловский), владеющий силой телекинеза. Он убивает учёных, но Эстель удаётся увести от него Генри и объяснить ему, что она восстановила его на средства Акана и что в этой лаборатории лежат в анабиозе множество таких же, как он, киборгов, которых Акан хочет превратить в непобедимую армию. Генри и Эстель удаётся эвакуироваться на спасательной капсуле, но по приземлении их захватывают подручные Акана. Генри, проявив недюжинную силу, сбегает, но Эстель остаётся у наёмников. Почти сразу после этого на помощь Генри приходит таинственный Джимми (Шарлто Копли), который объясняет киборгу, что ему необходимо подзарядить свою батарею, иначе он умрёт через полчаса. Почти сразу после этого их настигают продажные полицейские, которых подкупил Акан и убивают Джимми.
Убегая, Генри забегает в троллейбус, где встречает живого и здорового Джимми, но совершенно в другом обличии. Джимми даёт Генри координаты Хитрого Дмитрия (Андрей Дементьев), киборга, работающего на Акана, у которого можно отобрать батарею. Генри находит Хитрого Дмитрия и после долгой схватки уже готовится его убить, когда Дмитрий неожиданно говорит, что готов рассказать Генри правду о том, кто его послал, но не успевает этого сделать, потому что погибает от снайперского выстрела. Генри достаёт батарею и отправляется в стриптиз-клуб, где очередная инкарнация Джимми подзаряжает его. Но на стрип-клуб нападают люди Акана, и Генри вместе с Джимми и его союзницами, наёмницами Катей и Олей Доминатрикс, отбиваются от наёмников, и, узнав от одного из них, где едет конвой Акана, в котором тот везёт Эстель, отправляются в погоню. Но когда Генри добирается до конвоя, то Акан вырубает его и приказывает закопать в лесу. Его снова спасает Джимми вместе с Катей, но через несколько минут оба погибают от выстрела танка. Вооружённый одной катаной, Генри расправляется с экипажем танка, после чего получает координаты новой встречи с Джимми, который отводит его в свою лабораторию. Выясняется, что Джимми — учёный, прежде работавший на Акана и парализованный из-за неудачного эксперимента (он создал группу киборгов с неуправляемой моторикой, за что Акан своим телекинезом повредил ему позвоночник), поэтому вместо своего настоящего тела использует «аватары», у каждого из которых индивидуальный стиль (они не киборги, потому что имеют полноценную человеческую физиологию).
Джимми подключает Генри к своему компьютеру, и они видят, что в теле Генри почти нет человеческих органов. Неожиданно Джимми впадает в ярость, так как обнаруживает, что искусственные глаза Генри всё это время транслировали всё, что он видит, в офис Акана, а значит, и лабораторию Джимми. Он пытается отключить Генри, и у них завязывается потасовка, которая заканчивается, когда к лаборатории подъезжают наёмники. Джимми умоляет Генри убить его, чтобы не подвергнуться пыткам Акана, но Генри удаётся привести его в чувство. Пожертвовав своими несколькими «аватарами» и целым убежищем, Джимми с помощью Генри убивает всех наёмников, и они едут штурмовать штаб-квартиру Акана в небоскрёбе. Они с боем пробиваются к лифту, но настоящий Джимми получает осколок в горло и умирает. Перед смертью он извиняется перед Генри, признавшись, что в начале он оказывал Генри помощь только для того, чтобы отомстить Акану, но затем по достоинству оценил их встречу и говорит, что их знакомство было для него честью. Заодно он сообщает, что во внутренностях Генри видел устройство блокировки памяти (Джимми не знает, зачем его установили, но он не стал его отключать, потому что не хотел, чтобы реальные воспоминания Генри отвлекали его), которое он затем отключает, и память Генри начинает постепенно восстанавливаться.
Оказавшись в офисе Акана, Генри узнаёт, что вся его зрительная память с момента пробуждения имплантирована множеству других киборгов, которые таким образом приобрели как его боевой опыт, так и эмоциональную мотивацию, аналогичную его. Акан натравливает на Генри армию киборгов. Генри, переставив себе аккумулятор самого сильного киборга, уничтожает всех врагов, но когда добирается до Акана, тот одолевает Генри, и ему открывается правда: Эстель обманывала его — она жена не его, а Акана (устройство блокировки памяти было установлено специально для того, чтобы Генри не вспомнил, что Эстель вовсе не его жена). Генри оказался частью эксперимента Акана и Эстель: собранный им боевой опыт будет загружен в армию боевых киборгов, с помощью которой Акан хочет захватить мир. Когда Акан уже почти добивает Генри и уходит к вертолёту, тому удаётся пробудить у себя в памяти вспоминание из своего реального прошлого, где в детстве его отец (Тим Рот) учил Генри давать сдачи хулиганам, которые его обижали. После этого Генри с новыми силами догоняет Акана и зверски его убивает, сломав ему ладонь и оторвав голову при помощи провода своего кибернетического глаза. Затем он успевает запрыгнуть в уже летящий вертолёт с Эстель и показывает ей голову Акана. Она стреляет в Генри несколько раз, крича «Как ты мог так со мной?!» В ответ он пишет пальцем на кровавом пятне на стене «EZ» («easy» (англ. легко)). Она делает последний выстрел, но Генри выставляет вперёд свою искусственную руку, из-за чего пуля, срикошетив, попадает в Эстель. Она вываливается из люка вертолёта и из последних сил держится за край порога, призывая Генри вспомнить, что он любит её, и что должен «слушать своё сердце». Но Генри резко опускает крышку люка, и слышится удаляющийся крик падающей Эстель.
После титров за кадром раздаётся звонок, и Джимми извещает Генри об «одном маленьком дельце».

## В ролях
Конкретного актёра, сыгравшего самого Генри, не существует: эту роль исполняли несколько разных операторов и каскадёров. Большую часть фильма от лица Генри сняли экстрим-оператор Сергей Валяев и актёр Андрей Дементьев (который также сыграл роль Хитрого Дмитрия). Некоторые сцены снимал сам Найшуллер, а особо опасные трюки и автомобильные погони выполняли каскадёры.
- Шарлто Копли — Джимми (дублирует Пётр Иващенко)
- Данила Козловский — киллер Акан
- Хейли Беннетт — Эстель (дублирует Анна Чиповская)
- Андрей Дементьев — Хитрый Дмитрий (дублирует Константин Хабенский)
- Светлана Устинова — Ольга, старшая сестра
- Дарья Чаруша — Катя, младшая сестра
- Тим Рот — отец Генри (дублирует Андрей Бархударов)
- Равшана Куркова — продавщица ларька Таня, в котором переодевается Генри
- Олег Поддубный — Юрий, наёмник Акана
- Кирилл Серебренников — танкист
- Александр Паль — наёмник с огнемётом
- Сергей Шнуров — наёмник, которому Генри зажимает нос плоскогубцами
- Полина Филоненко — девушка, которую Генри спасает от полицейских (эпизод вырезан из российской версии)
- Сергей Валяев — парень той девушки (эпизод вырезан из российской версии)
- Евгений Филиппенко — первый полицейский-насильник (эпизод вырезан из российской версии)
- Виталий Воскресенский — второй полицейский-насильник (эпизод вырезан из российской версии)
- Кирилл Быркин — третий полицейский-насильник (эпизод вырезан из российской версии)
- Евгений «BadComedian» Баженов — киборг на крыше, которого Генри бросает на электроограждение
- Сергей Мезенцев — бармен Армен в стрип-клубе
- Илья Найшуллер — Тимофей / лицо Генри в отражении
- Уилл Стюарт — Робби (дублирует Антон Эльдаров)
- Сайрус Арнольд[англ.] — первый хулиган из воспоминания Генри
- Джек Ган — второй хулиган из воспоминания Генри
- Джейк Карлен — третий хулиган из воспоминания Генри
- Юлия Стеценко — девушка, которую Генри сбивает на эскалаторе

## История создания
Картина стала развитием темы и стиля видеоряда вышедшего весной 2013 года двойного клипа на песни «The Stampede» и «Bad Motherfucker» инди-рок-группы Biting Elbows, снятого фронтменом группы Ильей Найшуллером и трейсером Сергеем Валяевым. Ролики были сняты от первого лица. Они быстро стали популярными, собрав за месяц более 12 миллионов просмотров на YouTube.
На видео обратил внимание продюсер Тимур Бекмамбетов, который предложил автору ролика создать полнометражную ленту. Илья Найшуллер вначале отказался от этого предложения, но затем принял его и стал сценаристом и режиссёром «Хардкора».
Большая часть съёмок прошла в России: в Москве (большая часть сцен), Туле (сцена погони Генри за конвоем Акана) и Калязине (заброшенное здание, в котором скрывается лаборатория Джимми). Только сцены с Тимом Ротом снимались в США.
Для съемок фильма использовалась камера GoPro и уникальная маска для съёмки от первого лица, специально разработанная Валяевым, — Adventure mask, а также оригинальная система магнитной стабилизации изображения, разработанная под руководством оператора-постановщика Всеволода Каптура. Найшуллер выбрал магнитную стабилизацию съёмки, потому что она (в отличие от электронной) лучше сглаживает сотрясения и вибрации, делая движение камеры менее плавным и более похожим на движение настоящей головы.
В роли Генри изначально работал известный экстрим-оператор Сергей Валяев (который параллельно сыграл одну эпизодическую роль и выступил в роли продюсера), но из-за нагрузки конструкции с камерой у него постепенно начались боли в шее и развилась грыжа межпозвоночного диска, из-за чего половину фильма он чередовал работу оператора с Андреем Дементьевым (он также сыграл Хитрого Дмитрия), который тоже занимался паркуром. Сам Дементьев тоже страдал от нагрузок камеры, и в конце съёмок ему приходилось принимать обезболивающее средства (финальную битву Генри с толпой киборгов целиком снял именно он). В сценах, где Данила Козловский и Шарлто Копли приближали свои лица близко к лицу Генри, Валяев и Дементьев, по совету Копли, закрывали свои глаза чёрными очками, чтобы не отвлекать актёров своей непроизвольной мимикой (поскольку их лица были всё время вне кадра, они не должны были следить за своими эмоциями). В ряде сцен Генри сыграли сам Найшуллер и несколько каскадёров, в общей сложности более десятка человек. Лицо Генри, кратко показанное в отражении во время финальной битвы с Аканом, принадлежало Найшуллеру, который изначально в этой сцене носил более сложный грим — лицо было сильно обезображено (один глаз закрыт, у второго отсутствует веко), из-за чего истинный облик Генри куда больше оставался для зрителя загадкой. Найшуллер в конечном итоге решил переснять сцену, используя менее кровавый грим (в итоговой версии оба глаза целы), так как посчитал, что в фильме и без этого предостаточно кровавых сцен.
Главного злодея в фильме сыграл Данила Козловский. Для изменения цвета глаз актёра гримеры использовали линзы, которые были вдвое толще обычных и были окрашены вручную в голубой цвет. Козловский был изначальным претендентом на роль Акана, но на тот момент, когда ему предложили эту роль, он был занят в другом проекте и поначалу отказался. Он освободился через несколько месяцев, а поскольку подходящего актёра к тому моменту так и не нашли, то Козловскому вновь была предложена роль Акана, и на этот раз он согласился.
В сцене, где Генри и Дмитрий бегут по крыше арки Пушкинского моста, Валяев и Дементьев снимались без какой-либо страховки ввиду технической невозможности её использования. В следующей за этим сцене, где они бегут по эскалатору, Генри случайно сбивает девушку, чего не было запланировано по сценарию — каскадёрша Юлия Стеценко, которая сыграла девушку, случайно встала в неположенном месте в неправильное время. Тем не менее, когда ей помогли подняться, она первым делом спросила, получился ли у них кадр (Валяев и Дементьев не знали, что она каскадёр, и в первый момент очень испугались за неё).
Все драки в фильме были постановочными, но в большинстве случаев удары в лицо, которые получали противники Генри, были настоящими, так как из-за расположения камеры их лица снимались с очень близкого расстояния. В сцене драки Генри с Хитрым Дмитрием Валяев никак не мог достоверно ударить Дементьева кулаком в скулу, из-за чего тот в конечном итоге попросил Валяева ударить его по настоящему. Данила Козловский аналогично в нескольких сценах фильма подвергся реальным ударам.
18 июня 2014 года кинокомпания «Базелевс» объявила о завершении съёмок картины. Однако средств на завершение фильма на тот момент было недостаточно. Кампания по сбору средств на постпродакшен фильма проходила на краудфандинговом портале Indiegogo и завершилась 19 декабря 2014. Общий сбор от 2078 человек составил 254 954 доллара.

## Прокат
Ограниченная премьера фильма состоялась 12 сентября 2015 года на Международном фестивале в Торонто в рамках программы Midnight Madness. На этом же фестивале STX Entertainment были куплены права на показ в США и за рубежом за сумму в 10 млн долларов.
В России фильм вышел в прокат 7 апреля 2016 года, в США — 8 апреля 2016 года. В связи с тем, что в США права на наименование «Хардкор» принадлежат другой компании, фильм в западных странах выходит под названием Hardcore Henry. Перед выходом в России фильм подвергся цензуре: по требованию властей была вырезана сцена, в которой трое полицейских пытаются изнасиловать девушку в развалинах, где спрятана лаборатория Джимми, но последний вместе с Генри их убивают.
В первый уик-энд проката в США «Хардкор» собрал 5,1 миллиона долларов в более чем 3000 кинотеатрах. Во второй уик-энд его сборы упали более чем на 70 %, при этом число кинотеатров осталось неизменным. По падению числа экранов (с 3015 до 519) «Хардкор» занял второе место в истории, уступив только антирекорду фильма «Знакомьтесь: Дэйв». По итогам проката «Хардкор» собрал в США 9,2 миллиона, в России — 2,6 миллиона, а в общей сложности в мире — 16,8 миллиона. Это больше, чем заявленный бюджет картины, однако фильм считается кассовым провалом, потому что эти сборы не покрывают сумму, потраченную STX Entertainment на права и маркетинг.

## Продвижение фильма
По аналогии с фильмами «Джон Уик» и «На гребне волны», в компьютерной игре Payday 2 проводилась рекламная кампания фильма, заключавшаяся в двух тематических ограблениях и Джимми в качестве игрового персонажа. В качестве отсылки к этому, в фильме можно увидеть маску Джимми из игры (в комоде, из которого Генри берет пистолеты в стрип-клубе), а также плакат игры (в квартире растамана, куда попадает Генри).

## Отзывы и оценки
В западной прессе фильм получил смешанные отзывы. По данным Rotten Tomatoes, он получил 125 рецензий, из которых 50 % были положительными, и среднюю оценку 5,3/10; по данным Metacritic его средний рейтинг составил 5,1/10. Положительно о фильме написали, среди прочих, издания The Hollywood Reporter, Forbes, The Daily Beast, Variety, отрицательно — The Guardian, Popular Mechanics. Rotten Tomatoes суммирует мнения критиков так: «„Хардкор“ пытается освежить жанр боевика, но когда нет сюжета и персонажей, достойных внимания, трюки с видом от первого лица быстро надоедают».
В российской прессе фильм приняли с восторгом. Он получил почти исключительно положительные отзывы, в том числе от изданий Film.ru, «Мир фантастики», «Котонавты», «Афиша», «Российская газета», «Сеанс» и других. Как средний его оценил журнал TimeOut, отрицательно — портал Newslab.ru. Средняя оценка российских критиков по данным агрегатора Megacritic составила 7,7/10 (на основе 19 рецензий); по данным агрегатора «Критиканство» — 7,9/10 (на основе 52 рецензий).
И на Западе, и в России большинство критиков похвалили создателей фильма за оригинальность, энергичность, постановку боевых сцен и игру Шарлто Копли, но при этом многие критиковали примитивный сюжет и отмечали, что фильм вызывает у части зрителей морскую болезнь. Многие отмечали сходство фильма с видеоиграми в жанре «шутер от первого лица».
По итогам 2016 года некоторые издания включили «Хардкор» в свои списки лучших фильмов года (или хотя бы российских фильмов года), например FilmPro и «Вебург». В опросе читателей «Афиши» он занял третье место в категории «боевики». «Мир фантастики» отметил его вне конкурса как лучший российский фантастический фильм года.

## Награды и номинации
- 2015 — Кинофестиваль в Торонто (программа «Полуночное безумие») — приз зрительских симпатий[45][46].
- 2016 — Номинация «Кинопремьера» в рамках премии «Сделано в России»[47].

## DVD и Blu-ray
В России фильм был выпущен на DVD 20 сентября 2016 года компанией «CD Land». Российское издание содержит именно российскую версию и не включает вырезанную сцену с полицейскими. На Blu-ray фильм был выпущен 26 июля 2016 года, но лишь английская версия.